# Правило 107 %
Правило 107 % — одно из положений спортивного регламента Формулы-1, распространявшееся на квалификационные сессии в сезонах 1996—2002 годов и вновь введенное с сезона 2011 года, гласящее:

Любой пилот, чей лучший квалификационный круг превышает 107 % от времени поул-позиции, не допускается к старту, кроме как при исключительных обстоятельствах, если таковые признаны стюардами этапа. Если более одного пилота допущены к гонке таким образом, их порядок на стартовой решётке определяется стюардами.
Оригинальный текст (англ.)Any driver whose best qualifying lap exceeds 107% of the pole position time will not be allowed to start, save for exceptional circumstances accepted as such by the stewards of the Event. Should there be more than one driver accepted in this manner, their order will be determined by the stewards.

Применяется это правило не очень строго, чаще всего стюарды гонки считают обстоятельства нарушения исключительными: так, например, в сезоне 2011 года в 14 из 16 случаев гонщик, не уложившийся в 107 %, был всё же допущен к гонке.

## История

### Внедрение
Главный контролирующий орган автоспорта — Международная автомобильная федерация (FIA) представила правило 107 % на заседании всемирного совета по автоспорту в июне 1995, непосредственно перед Гран-при Франции. За последние несколько лет количество команд уменьшилось, и количество машин, выставляемых ими в сезоне уменьшилось до 26, и в итоге в квалификации могли участвовать все команды независимо от их скорости. В 1995 году новый технический регламент равномерно распределил бо́льшую часть пелетона, в то время как команды со слабым финансированием и медленными болидами, такие как «Forti», «Pacific» и «Simtek», продолжали уступать им.
Комментируя внедрение правила 107 %, президент FIA Макс Мосли сказал следующее: «каждая маленькая команда, которая правильно организована, сможет пройти предел 107 процентов». Владелец коммерческих прав Берни Экклстоун согласился с этим мнением, заявив в интервью: «Формула-1 — лучшая автогоночная серия. И нам не нужно ничего, что не является лучшим.» Он также обвинил маленькие команды в менталитете «особенных в пелетоне» — в том смысле, что они пытались чаще показать на телевидении своих спонсоров, а не были сосредоточены на спортивных и технических достижениях.

## Применение
Правило 107 % впервые было задействовано на первом этапе сезона 1996 года Формулы-1 — Гран-при Австралии. Правило было нарушено сразу, поскольку пилоты Forti Лука Бадоер и Андреа Монтермини не смогли показать время в пределах 107 % от времени поула Жака Вильнёва. Это был ожидаемый результат, поскольку команда использовала обновлённую версию прошлогоднего шасси Forti FG01, которое попадало в пределы 107 % от поул-позиции лишь в 34 случаях. Те же пилоты не смогли пройти квалификацию Гран-при Европы, четвёртого этапа чемпионата. На следующей гонке в Сан-Марино Бадоер впервые выступал на более успешном шасси FG03 и благодаря ему прошёл квалификацию, а Монтермини не смог пройти порог 107 % на старом болиде. Они снова не смогли пройти квалификацию на Гран-при Испании через две гонки. На десятом этапе чемпионата Гран-при Великобритании команда обанкротилась и принимала участие лишь в квалификации, пропустив даже сессии свободных заездов, но ни тот, ни другой болид не смог уложиться во временной лимит. На следующем Гран-при, в котором команда не прошла и круга, Forti покинула Формулу-1. В оставшейся части сезона команда Minardi заменила постоянного гонщика Джанкарло Физикеллу на рента-драйвера Джованни Лаваджи, который не проходил предел 107 % в Германии, Бельгии и Японии.
В 1997 году правило 107 % применялось лишь на открывавшем сезон Гран-при Австралии. Вильнёв снова завоевал поул-позицию, на секунду с лишним опередив ближайшего преследователя. В результате квалификацию не прошли Педру Динис, Винченцо Соспири и Рикардо Россет. Динис был допущен к гонке решением стюардов гонки, которые решили, что его время было ненамного медленнее лимита, поскольку он показывал лучшее время в тренировке перед квалификацией. Цитируя FIA, это были «исключительные обстоятельства», что он допустил ошибку во время квалификационной сессии. Однако Соспири и Россет, выступавшие за новую команду MasterCard Lola, были соответственно в пяти и шести секундах от времени Диниса и не прошли квалификационный лимит. Гонщики не были допущены на старт, и команда была расформирована ещё до следующего Гран-при.
В ходе сезона 1998 года Россет, оказавшийся на этот раз в команде Tyrrell, не проходил квалификацию пять раз. Он показывал на круге время медленнее 107 % от поула на квалификациях Гран-при Испании, Монако, Венгрии и Японии. Также он не прошёл квалификацию в Германии, но это случилось из-за того, что он не прошёл ни единого круга, поскольку травмировал свой правый локоть в тяжёлой аварии на тренировке.
Правило 107 % нарушалось на двух Гран-при в 1999 году. На первом этапе чемпионата — Гран-при Австралии — Марк Жене не смог показать время в необходимых пределах на своей Minardi. Как и Диниса двумя годами ранее, его допустили к гонке, поскольку на тренировках он показывал время быстрее, чем в квалификации. На проходившем позже в этом же сезоне Гран-при Франции квалификация выдалась ливневой, и пять пилотов — Деймон Хилл, Жене, Лука Бадоер, Педро де ла Роса и Тораносукэ Такаги — не попали в лимит, но всё равно были допущены на старт гонки.
После сезона 2000 года, в котором ни один пилот не нарушил правило 107 %, было три случая в 2001 году. На первой гонке сезона в Австралии Тарсу Маркес не смог показать требуемое на круге время на Minardi. Ему было разрешено принять участие в гонке по «исключительным обстоятельствам», однако ни в одной из сессий всего уик-энда он не был быстрее 107 %. Ходили слухи, что Маркес был допущен к гонке, поскольку команда перед стартом сезона была куплена австралийцем Полом Стоддартом, который хотел, чтобы оба болида выступили в новом «домашнем» Гран-при Minardi. На Гран-при Великобритании Маркес снова нарушил правило, но в этом случае не был допущен к гонке. На Гран-при Бельгии квалификационная сессия проходила в дождевых условиях, но трасса неуклонно подсыхала, и в результате самыми медленными в квалификации оказались Йос Ферстаппен, Фернандо Алонсо, Энрике Бернольди и Маркес. Поскольку ситуация была похожа на Гран-при Франции двухлетней давности, все были допущены к гонке.
К правилу 107 % также прибегали по ходу сезона 2002 года. На первом этапе чемпионата — Гран-при Австралии — Такума Сато попал в сильную аварию на практике и в квалификации использовал запасной болид команды Jordan, настроенный под напарника. Его напарник Джанкарло Физикелла первым прошёл быстрый круг, начался дождь, и Сато остался без шансов показать необходимое время. Однако японец был допущен на старт гонки, как и в предыдущих случаях с изменчивыми погодными условиями. Пилот Minardi Алекс Йонг не смог квалифицироваться на Гран-при Сан-Марино, Великобритании и Германии и не был допущен к гонке, из-за этого на две гонки его заменил Энтони Дэвидсон. На Гран-при Франции команда Arrows обанкротилась и появилась лишь на квалификационной сессии, чтобы избежать введённых FIA штрафов за пропуск этапов чемпионата; пилоты Хайнц-Харальд Френтцен и Бернольди не смогли пройти круг за необходимое время. Впоследствии Френтцен покинул трассу за 10 минут до конца сессии, тем самым сделав уловки команды очевидными. Физикелла также не смог показать нужное время в квалификации, хотя это произошло поскольку он попал в тяжёлую аварию в тренировке.
В итоге было всего 37 случаев, когда нарушалось правило 107 % за этот период действия спортивного регламента Формулы-1. Тринадцать гонщиков были допущено на старт гонки по «исключительным обстоятельствам». Это правило затронуло 23 из 116 Гран-при, в которых оно применялось.

## Список нарушений правила 107%
| Год  | Гран-при                | Время поула | Время 107 % | Пилот                  | Команда         | Время             | % от поула | Допуск к гонке? |
| ---- | ----------------------- | ----------- | ----------- | ---------------------- | --------------- | ----------------- | ---------- | --------------- |
| 1996 | Гран-при Австралии      | 1:32,371    | 1:38,837    | Лука Бадоер            | Forti           | 1:39,202          | 107,395    | Нет             |
| 1996 | Гран-при Австралии      | 1:32,371    | 1:38,837    | Андреа Монтермини      | Forti           | 1:42,087          | 110,518    | Нет             |
| 1996 | Гран-при Европы         | 1:18,941    | 1:24,467    | Андреа Монтермини      | Forti           | 1:25,053          | 107,742    | Нет             |
| 1996 | Гран-при Европы         | 1:18,941    | 1:24,467    | Лука Бадоер            | Forti           | 1:25,840          | 108,739    | Нет             |
| 1996 | Гран-при Сан-Марино     | 1:26,890    | 1:32,972    | Андреа Монтермини      | Forti           | 1:33,685          | 107,802    | Нет             |
| 1996 | Гран-при Испании        | 1:20,650    | 1:26,295    | Лука Бадоер            | Forti           | 1:26,615          | 107,396    | Нет             |
| 1996 | Гран-при Испании        | 1:20,650    | 1:26,295    | Андреа Монтермини      | Forti           | 1:27,358          | 108,317    | Нет             |
| 1996 | Гран-при Великобритании | 1:26,875    | 1:32,956    | Андреа Монтермини      | Forti           | 1:35,206          | 109,590    | Нет             |
| 1996 | Гран-при Великобритании | 1:26,875    | 1:32,956    | Лука Бадоер            | Forti           | 1:35,304          | 109,702    | Нет             |
| 1996 | Гран-при Германии       | 1:43,912    | 1:51,186    | Джованни Лаваджи       | Minardi         | 1:51,357          | 107,165    | Нет             |
| 1996 | Гран-при Бельгии        | 1:50,574    | 1:58,314    | Джованни Лаваджи       | Minardi         | 1:58,579          | 107,239    | Нет             |
| 1996 | Гран-при Японии         | 1:38,909    | 1:45,833    | Джованни Лаваджи       | Minardi         | 1:46,795          | 107,973    | Нет             |
| 1997 | Гран-при Австралии      | 1:29,369    | 1:35,625    | Педру Динис            | Arrows          | 1:35,972          | 107,388    | Да              |
| 1997 | Гран-при Австралии      | 1:29,369    | 1:35,625    | Винченцо Соспири       | MasterCard Lola | 1:40,972          | 112,988    | Нет             |
| 1997 | Гран-при Австралии      | 1:29,369    | 1:35,625    | Рикардо Россет         | MasterCard Lola | 1:42,086          | 114,230    | Нет             |
| 1998 | Гран-при Испании        | 1:20,262    | 1:25,880    | Рикардо Россет         | Tyrrell         | 1:25,946          | 107,082    | Нет             |
| 1998 | Гран-при Монако         | 1:19,798    | 1:25,383    | Рикардо Россет         | Tyrrell         | 1:25,737          | 107,443    | Нет             |
| 1998 | Гран-при Венгрии        | 1:16,973    | 1:22,361    | Рикардо Россет         | Tyrrell         | 1:23,140          | 108,012    | Нет             |
| 1998 | Гран-при Японии         | 1:36,293    | 1:43,033    | Рикардо Россет         | Tyrrell         | 1:43,259          | 107,234    | Нет             |
| 1999 | Гран-при Австралии      | 1:30,462    | 1:36,794    | Марк Жене              | Minardi         | 1:37,013          | 107,242    | Да              |
| 1999 | Гран-при Франции        | 1:38,441    | 1:45,331    | Деймон Хилл            | Jordan          | 1:45,334          | 107,002    | Да              |
| 1999 | Гран-при Франции        | 1:38,441    | 1:45,331    | Марк Жене              | Minardi         | 1:46,324          | 108,008    | Да              |
| 1999 | Гран-при Франции        | 1:38,441    | 1:45,331    | Лука Бадоер            | Minardi         | 1:46,784          | 108,475    | Да              |
| 1999 | Гран-при Франции        | 1:38,441    | 1:45,331    | Педро де ла Роса       | Arrows          | 1:48,215          | 109,929    | Да              |
| 1999 | Гран-при Франции        | 1:38,441    | 1:45,331    | Тораносукэ Такаги      | Arrows          | 1:48,322          | 110,038    | Да              |
| 2001 | Гран-при Австралии      | 1:26,892    | 1:32,974    | Тарсу Маркес           | Minardi         | 1:33,228          | 107,292    | Да              |
| 2001 | Гран-при Великобритании | 1:20,447    | 1:26,078    | Тарсу Маркес           | Minardi         | 1:26,508          | 107,534    | Нет             |
| 2001 | Гран-при Бельгии        | 1:52,072    | 1:59,917    | Йос Ферстаппен         | Arrows          | 2:02,039          | 108,893    | Да              |
| 2001 | Гран-при Бельгии        | 1:52,072    | 1:59,917    | Энрике Бернольди       | Arrows          | 2:03,048          | 109,794    | Да              |
| 2001 | Гран-при Бельгии        | 1:52,072    | 1:59,917    | Фернандо Алонсо        | Minardi         | 2:02,594          | 109,389    | Да              |
| 2001 | Гран-при Бельгии        | 1:52,072    | 1:59,917    | Тарсу Маркес           | Minardi         | 2:04,204          | 110,825    | Да              |
| 2002 | Гран-при Австралии      | 1:25,843    | 1:31,852    | Такума Сато            | Jordan          | 1:53,351          | 132,045    | Да              |
| 2002 | Гран-при Сан-Марино     | 1:21,091    | 1:26,767    | Алекс Йонг             | Minardi         | 1:27,241          | 107,584    | Нет             |
| 2002 | Гран-при Великобритании | 1:18,998    | 1:24,527    | Алекс Йонг             | Minardi         | 1:24,785          | 107,291    | Нет             |
| 2002 | Гран-при Франции        | 1:11,985    | 1:17,023    | Хайнц-Харальд Френтцен | Arrows          | 1:18,497          | 109,046    | Нет             |
| 2002 | Гран-при Франции        | 1:11,985    | 1:17,023    | Энрике Бернольди       | Arrows          | 1:19,843          | 110,916    | Нет             |
| 2002 | Гран-при Германии       | 1:14,389    | 1:19,596    | Алекс Йонг             | Minardi         | 1:19,775          | 107,240    | Нет             |
| 2011 | Гран-при Австралии      | 1:25,296    | 1:31,267    | Витантонио Лиуцци      | HRT             | 1:32,978          | 109,006    | Нет             |
| 2011 | Гран-при Австралии      | 1:25,296    | 1:31,267    | Нараин Картикеян       | HRT             | 1:34,293          | 110,547    | Нет             |
| 2011 | Гран-при Турции         | 1:27,013    | 1:33,103    | Камуи Кобаяси          | Sauber          | Без времени       |            | Да              |
| 2011 | Гран-при Испании        | 1:22,960    | 1:28,767    | Ник Хайдфельд          | Renault         | Без времени       |            | Да              |
| 2011 | Гран-при Монако         | 1:15,207    | 1:20,461    | Витантонио Лиуцци      | HRT             | Без времени       |            | Да              |
| 2011 | Гран-при Монако         | 1:15,207    | 1:20,461    | Нараин Картикеян       | HRT             | Без времени       |            | Да              |
| 2011 | Гран-при Канады         | 1:13,822    | 1:18,990    | Жером Д’Амброзио       | Virgin          | 1:19,414          | 107,575    | Да              |
| 2011 | Гран-при Бельгии        | 2:01,813    | 2:10,339    | Жером Д’Амброзио       | Virgin          | 2:11,601          | 108,035    | Да              |
| 2011 | Гран-при Бельгии        | 2:01,813    | 2:10,339    | Витантонио Лиуцци      | HRT             | 2:11,616          | 108,048    | Да              |
| 2011 | Гран-при Бельгии        | 2:01,813    | 2:10,339    | Даниэль Риккардо       | HRT             | 2:13,077          | 109,247    | Да              |
| 2011 | Гран-при Бельгии        | 2:01,813    | 2:10,339    | Михаэль Шумахер        | Mercedes        | Без времени       |            | Да              |
| 2011 | Гран-при Японии         | 1:32,626    | 1:39,109    | Нико Росберг           | Mercedes        | Без времени       |            | Да              |
| 2011 | Гран-при Японии         | 1:32,626    | 1:39,109    | Витантонио Лиуцци      | HRT             | Без времени       |            | Да              |
| 2012 | Гран-при Австралии      | 1:26,182    | 1:32,214    | Педро де ла Роса       | HRT             | 1:33,495          | 108,486    | Нет             |
| 2012 | Гран-при Австралии      | 1:26,182    | 1:32,214    | Нараин Картикеян       | HRT             | 1:33,643          | 108,657    | Нет             |
| 2012 | Гран-при Испании        | 1:22,583    | 1:28,363    | Нараин Картикеян       | HRT             | 1:31,122          | 110,340    | Да              |
| 2012 | Гран-при Испании        | 1:22,583    | 1:28,363    | Льюис Хэмилтон         | McLaren         | Дисквалифицирован |            | Да              |
| 2012 | Гран-при Монако         | 1:15,418    | 1:20,697    | Серхио Перес           | Sauber          | Без времени       |            | Да              |
| 2012 | Гран-при Великобритании | 1:46,279    | 1:53,718    | Шарль Пик              | Marussia        | 1:54,143          | 107,399    | Да              |
| 2012 | Гран-при Италии         | 1:24,211    | 1:30,106    | Нико Хюлькенберг       | Force India     | Без времени       |            | Да              |
| 2012 | Гран-при Кореи          | 1:38,208    | 1:45,082    | Нараин Картикеян       | HRT             | Без времени       |            | Да              |
| 2012 | Гран-при Абу-Даби       | 1:41,497    | 1:48,601    | Себастьян Феттель      | Red Bull        | Дисквалифицирован |            | Да              |
| 2013 | Гран-при Австралии      | 1:43,380    | 1:50,616    | Шарль Пик              | Caterham        | 1:50,626          | 107,009    | Да              |
| 2013 | Гран-при Китая          | 1:35,793    | 1:42,498    | Марк Уэббер            | Red Bull        | Дисквалифицирован |            | Да              |
| 2013 | Гран-при Монако         | 1:23,452    | 1:29,293    | Жюль Бьянки            | Marussia        | Без времени       |            | Да              |
| 2013 | Гран-при Монако         | 1:23,452    | 1:29,293    | Фелипе Масса           | Ferrari         | Без времени       |            | Да              |
| 2013 | Гран-при Великобритании | 1:30,995    | 1:37,364    | Пол ди Реста           | Force India     | Дисквалифицирован |            | Да              |
| 2013 | Гран-при Абу-Даби       | 1:40,542    | 1:47,741    | Кими Райкконен         | Lotus           | Дисквалифицирован |            | Да              |
| 2014 | Гран-при Австралии      | 1:30,775    | 1:37,129    | Пастор Малдонадо       | Lotus           | Без времени       |            | Да              |
| 2014 | Гран-при Китая          | 1:55,516    | 2:03,602    | Пастор Малдонадо       | Lotus           | Без времени       |            | Да              |
| 2014 | Гран-при Испании        | 1:26,764    | 1:32,837    | Пастор Малдонадо       | Lotus           | Без времени       |            | Да              |
| 2014 | Гран-при Канады         | 1:15,750    | 1:21,052    | Эстебан Гутьеррес      | Sauber          | Без времени       |            | Да              |

## Использование в других сериях
Правило 107 % также действует в других сериях[каких?].

### GP2
В данный момент[когда?] правило распространяется на серию GP2, где правило использовалось 3 раза. Маркос Мартинес не прошёл квалификацию в своём дебютном Гран-при на Хунгароринге в 2007 году из-за отказа двигателя на первом же быстром круге и не был допущен на старт гонки, несмотря на то, что во время свободных заездов он показал результаты в пределах 107 % от быстрейшего времени. На этапе в Монако сезона 2009 года Рикардо Тейксейра не смог показать время в пределах 107 % от времени поула и не был допущен к участию в гонке. Позднее на квалификации в Венгрии того же сезона французы Ромен Грожан и Франк Перера столкнулись до выезда на быстрый круг: Перера был признан виновным и пропустил участие в первой гонке, но был допущен ко второй и стартовал из конца пелетона; Грожану было разрешено участвовать в обеих гонках.